# えいがでとーじょー! たまごっち ドキドキ! うちゅーのまいごっち!?

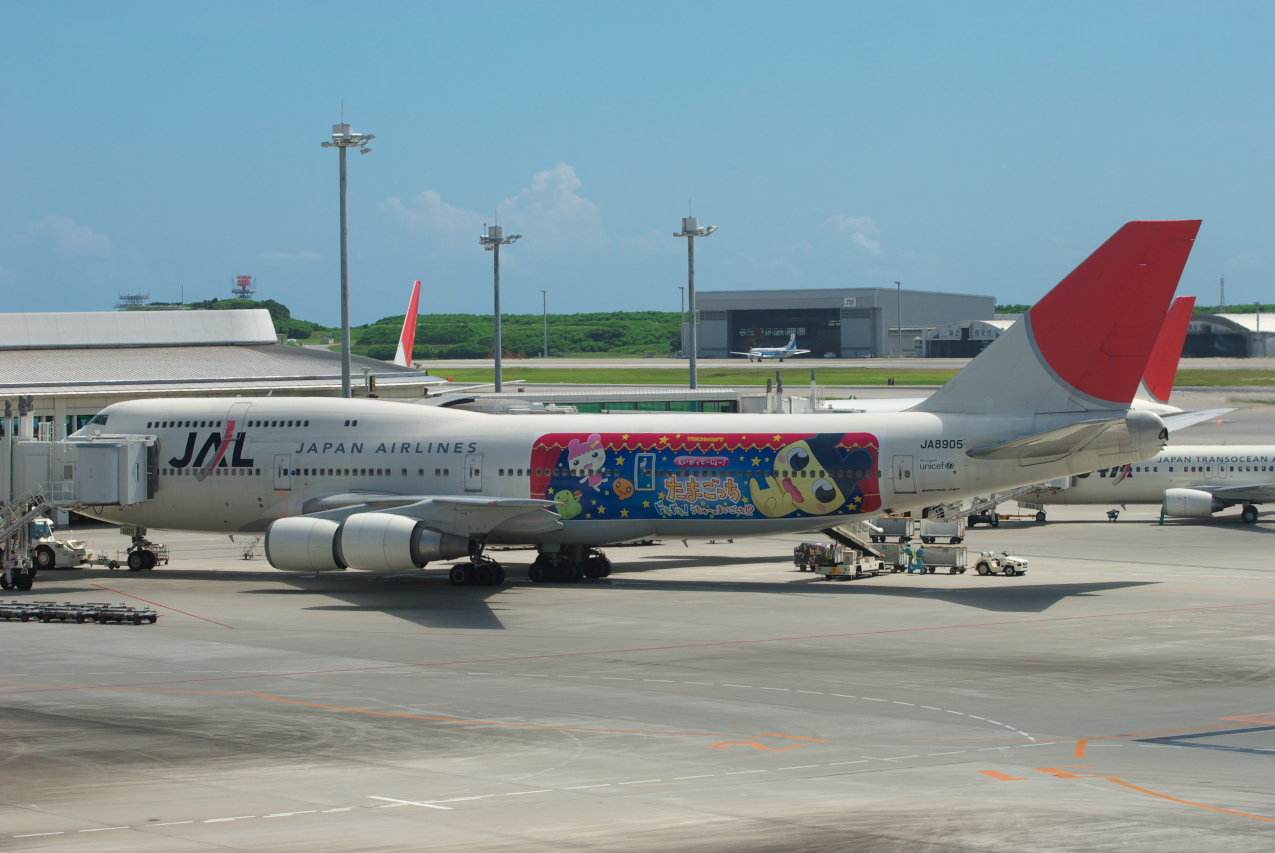
本映画とのタイアップで登場した日本航空 ボーイング747-400「たまごっちジェット2007」JA8905

『えいがでとーじょー! たまごっち ドキドキ! うちゅーのまいごっち!?』は、バンダイより発売のキーチェーンゲームシリーズ『たまごっち』を原作とするアニメーション映画作品。2007年12月15日に東宝系で公開。

## あらすじ
たまごっち星。この星に暮らす発明好きのたまごっち・まめっちは、ある日「転送マシン」を作った。まめっちは、その実験中に思いがけなく地球の女の子・たんぽぽをたまごっち星へと転送してしまう。
地球へ帰れる日までたまごっち星で過ごすことになったたんぽぽ。たまごっち達と暮らす楽しい日々。しかし、突如としてたまごっち星に異変が発生する。
果たして、たんぽぽは無事に地球へ帰ることができるのだろうか？

## 登場キャラクター

### 人間
たんぽぽ （声：下屋則子）
主人公。両親と暮らす小学4年生のたまごっちが大好きな女の子で、明るくて元気いっぱい。ツインテールで星の髪飾りをつけている。ある日、自宅から外に出た途端にたまごっち星に転送されてしまう。そこで偶然まめっち、めめっち、くちぱっちと遭遇し、たまごっち星が本当にあることを知った。地球に帰還するまで、たまごっちスクールに通うことになる。一時はトラブルに巻き込まれるものの、しばらくはたまごっち星で楽しく暮らした。しかし事件発生後、まめっち、めめっち、くちぱっち、ちゃまめっちと共に宇宙の冒険をすることになる。基本的に彼女とまめっちの視点で話が進行する。続編『映画! たまごっち うちゅーいちハッピーな物語!?』では登場しないが、エンディングに彼女が写った写真が確認できる。本作のみでの登場であり、テレビアニメ『さぁイコー! たまごっち』や『たまごっち!』シリーズには登場していない。

### たまごっちスクール
まめっち （声：釘宮理恵）
まめ族の男の子で、もう1人の主人公。転送マシンを発明し、たいようっちをもう一人呼ぼうとしたところ、マシンのトラブルによりたんぽぽを転送してしまう。暗闇が苦手だったがまめたいようっちを発明し、その後暗闇を克服した。続編では単独の主人公である。人間であるたんぽぽに対しては「さん」付けで呼んでいるが、たんぽぽと別れるラストシーンでは呼び捨てで呼んでいた。
めめっち （声：柚木涼香）
ぐるぐる族の女の子で、ヒロイン的な立場。まめっちの友人。活発で、どんなことにも前向きに立ち向かう。
くちぱっち （声：矢口アサミ）
ぱっち族の男の子で、主要人物。まめっちの友人。とっても食いしん坊。ハンバーガー型の『びよよんキャッチャー』を、本物のハンバーガーと勘違いしてしまい、これがたんぽぽを呼び寄せるトラブルの原因となった。たんぽぽのことを「ぽぽっち」と呼ぶ。
ふらわっち（声：佐々木日菜子）
まめっち達のクラスメイト。植物が大好きで、花言葉に詳しい。
くろまめっち（声：加藤奈々絵）
まめっち達のクラスメイト。常に無口で冷静だが、まめっちがピンチになった時は、くちぱっちと協力して彼を助けた。
まきこ（声：杉山佳寿子）
まめっち達のクラスメイト。常に、頭のツインテールを保っている。めめっちにライバル視されている。
たまごっちスクールの生徒の中で唯一、名前が『○○っち』で終わらない。本名は、“マドレーヌ・キリエ・ドッチーヌ”。
ちゃおっち（声：高野那奈）
売れっ子のアイドル漫画家。このキャラは、雑誌の読者を募集したキャストを起用しているが、『さぁイコー! たまごっち』では川瀬晶子が担当した。
やんぐまめっち（声：吉原ナツキ）
まめっち達のクラスメイト。まめっちの弟分で、彼に憧れている。
りんごっち（声：AKIKO）
まめっち達のクラスメイト。まめっちに思いを寄せている。
とげっち（声：金野潤）
まめっち達のクラスメイト。ロックンロールが好き。
しましまっち（声：日比愛子）
まめっち達のクラスメイト。縞模様が好き。
ずきゅっち

ろぼっち

せびれっち

どろっち

いちごっち

やったっち

みみっち

やんぐどろっち

じどうっち
ちゃおっちの親族。
ごりっぱ先生（声：間宮くるみ）
まめっち達のクラスの担任教師。良いことをした者に『ゴリっぱマーク』を貼ってくれる。ちなみに、悪いことをした生徒にはコラっぱマークを貼るらしい。
辞典亀先生（声：龍田直樹）
万年生きており、何でも知っているたまごっちスクールの教師。
フラスコ先生（声：松尾大亮）

ミミズ校長（声：大竹宏）

### 親族
ちゃまめっち （声：儀武ゆう子）
まめっちの妹。兄のまめっちのことが大好きで彼のところには何処へでもついて行く。卵から産まれ、産まれたての姿はみみふわっちの姿だった。たんぽぽの台詞によると、たまごっち星の卵は温かくて柔らかい。
まめたいようっち（声：大竹裕子）
まめっちの発明したたまごっち。たいようっちが行方不明になってしまったのは、このキャラのせいだと思われていたが、実際はたいようっちが温泉めぐりをするためだった。
続編にも登場するが、こちらでは寺谷美香が演じる。
ばぐばぐっち（声：佐々木日菜子）
まめっちのペット。顔の部分に書類を入れられる。
ぱぱまめっち （声：川島得愛）
まめっちの父親。まめまめ研究所で働いている。たんぽぽを地球へ帰すためのロケットやかぜぐすりっちを開発した。
ままめっち （声：鷹森淑乃）
まめっちの母親。宇宙へ行った自分の子供のことを心配する、優しい性格。
めめままっち（声：城雅子）
めめっちの母親。
めめぱぱっち（声：三宅健太）
めめっちの父親。
ぱぱぱっち（声：小西克幸）
くちぱっちの父親。
ままぱっち（声：川瀬晶子）
くちぱっちの母親。

### TV
ガイドっち （声：大西健晴）
特報映像にて映画の解説をする。本編には登場しないが、続編には登場している。
レポっち （声：皆藤愛子）
たまごっち星で起きた事件をTVでレポートする。語尾に「〜れぽ0」をつけて話す。続編にも登場し、ここでは松久保いほが担当している。
オリラジっち （声：しんごっち=藤森慎吾/あっち=中田敦彦）
あっちとしんごっちの2人による、たまごっち星のお笑いコンビ。テレビ番組の人気者で、劇中ではオリラジならではの武勇伝も披露していた。

### まめまめ研究所
まめはかせっち （声：古島清孝）
まめまめ研究所の責任者。
てんさいっち

てんさいっち2世

### お城
ごっち大王
たまごっち星の王様。この日は彼の誕生日で、街の道路でバースデーパレードが開催された。
たまご王女

たまこ姫

家来

### 宇宙
たまごっち星

たいようっち

ブラックホールっち
宇宙のたまごっち。自分の寝息で、たんぽぽとまめっちを吸い込んでしまったが、自覚して助けてあげた。
すいせいっち
宇宙を旅するたまごっち。たんぽぽと地球へ返した。
つきっち

地球
人間の住む惑星。たまごっちからは『ジ・アース』と呼ばれており、イメージ図には顔も描かれている。

### その他
おやじっち

おトキっち

おじっち

もんきーっち（声：直井由莉）
ちゃおっちと同じく、雑誌の読者を募集したキャストを起用している。

## スタッフ
- 原案: BANDAI・WIZ
- 監督: 志村錠児
- エグゼクティブプロデューサー: 栗崎薫、横井明裕、島谷能成、川城和実、亀井修、奥野敏聡、永井秀之
- チーフプロデューサー: 竹中一博、泉谷敦夫、高橋真樹
- プロデューサー: 久保勝範、加藤満
- 脚本: 松井亜弥
- 演出: 志村錠児、於地紘仁、飯島正勝、吉川博明、浅田裕二、高橋ナオヒト
- キャラクターデザイン・総作画監督: 一石小百合
- 美術監督: 工藤ただし
- 色彩設計: 大関たつ枝
- 撮影監督: 山越康司
- 編集: 辺見俊夫
- 音響監督: 三間雅文
- 音楽: 田中公平
- 制作担当: 亀井康輝
- アニメーションプロデューサー: 神田修吉
- アニメーション制作: OLM Team Kamei
- 製作: Teamたまごっち（バンダイ、ウィズ、東宝、バンダイビジュアル、アサツー　ディ・ケイ、OLM、小学館）
- 配給: 東宝

## 主題歌
主題歌『たまごっち』
作詞: 里乃塚玲央、作曲：川嶋可能、歌：キグルミ
エンディング曲『ちいさな星のように』
作詞: 新沢としひこ、作曲：相原かおる、編曲：向井寛、歌：キグルミ

## 付記
- 主要スタッフは『劇場版 どうぶつの森』と同じである。
- ほぼ同じスタッフ・キャストで、テレビシリーズ『さぁイコー! たまごっち』がBS11デジタルにて2007年12月1日より放映された。
- 東急東横線で､当映画のキャラクターのラッピングを施された5050系電車が運行された｡
- 2008年12月20日には続編『映画! たまごっち うちゅーいちハッピーな物語!?』が公開された。
- ストーリー設定が続編と2009年スタートのTVアニメ「たまごっち!」に引き継がれている｡